# Runner (película de 2022)
Runner es una película dramática dirigida por Marian Mathias y estrenada en el Festival Internacional de Cine de Toronto en septiembre de 2022 y en el 70 Festival de Cine de San Sebastián donde recibió el Premio especial del jurado.

## Sinopsis
Haas, de 18 años, ha crecido con su padre en un remoto pueblo de Misuri cuyos residentes son casi exclusivamente descendientes de familias inmigrantes alemanas. Cuando su padre muere repentinamente, tiene que enterrarlo sola en su ciudad natal en el Misisippi en el norte de Illinois, donde también está enterrada su madre. El entierro se retrasa debido a la lluvia que hace imposible excavar, por lo que Haas tiene que pasar allí un poco más de tiempo del planeado.
Mientras espera que deje de llover, se hace amiga de Will, otro joven que busca trabajo en la zona para mantener a su familia en casa. Haas y Will montan en bicicleta juntos, intercambian historias, hablan sobre su futuro y cantan canciones de Hank Williams. Will a menudo escucha su canción gospel I Saw the Light en particular, cada vez que quiere dejar de lado su tristeza.

## Producción
Runner es el debut cinematográfico de Marian Mathias, quien también escribió el guion, que desarrolló en Torino / FeatureLab. Nacida en Brooklyn, Mathias obtuvo su maestría de la Escuela de Artes Tisch de la Universidad de Nueva York en 2016, donde fue becaria de posgrado del departamento. Su película de graduación Give Up The Ghost se proyectó en el Festival de Cine de Cannes en 2017.

## Estreno
El estreno tuvo lugar el 9 de septiembre de 2022 en el Festival Internacional de Cine de Toronto. También en septiembre de 2022 se proyectó en el Festival Internacional de Cine de San Sebastián, compitiendo por la Concha de Oro. Recibió el Premio especial del jurado. Las proyecciones en el Festival Internacional de Cine de Chicago están previstas para octubre de 2022.

## Recepción

### Críticas
El crítico de Roger Ebert, Robert Daniels, escribe que Runner cuenta una historia atemporal y brutal del Medio Oeste, y en los compactos 76 minutos es difícil precisar exactamente cuándo suceden los eventos. Sin embargo, tal ambigüedad deliberada alberga suficientes misterios para hacer que esta simple historia parezca no contada, como si solo existiera en los recuerdos que se desvanecen rápidamente de las pocas personas que la experimentaron. Nada en Runner se mueve particularmente rápido, debido a la edición de Marian Mathias, que captura perfectamente los ritmos relajados y pausados de la vida de un pequeño pueblo del Medio Oeste. Es una existencia que está determinada por el clima. La exuberante cinematografía de Runner muestra un evocador uso de las sombras, y el juego con la oscuridad en estas composiciones es otro personaje de una película que no parece que suceda gran cosa. En general, Runner cuenta una poderosa historia de dos personas que se encuentran cuando más necesitan apoyo. Runner es una película bellamente realizada por un aspirante a cineasta que no tiene miedo de abordar las diferentes facetas del duelo.

### Premios
Festival Internacional de Cine de Chicago 2022
- Nominada en el Concurso Nuevos Directores ( Marian Mathias )

Festival Internacional de Cine de San Sebastián 2022
- Nominada en el concurso de la Concha de Oro
- Mención Especial del Jurado SIGNIS (Marian Mathias)[11][14]